# (3291) Dunlap
(3291) Dunlap – planetoida z grupy pasa głównego asteroid okrążająca Słońce w ciągu 5 lat i 213 dni w średniej odległości 3,15 j.a. Została odkryta 14 listopada 1982 w obserwatorium w Kiso Station przez Hirokiego Kōsai i Kiichirō Furukawę. Nazwa planetoidy pochodzi od Larry’ego Dunlapa, asystenta w Lunar and Planetary Laboratory. Przed nadaniem nazwy planetoida nosiła oznaczenie tymczasowe (3291) 1982 VX3.